# Unterkiefer von Mezzena

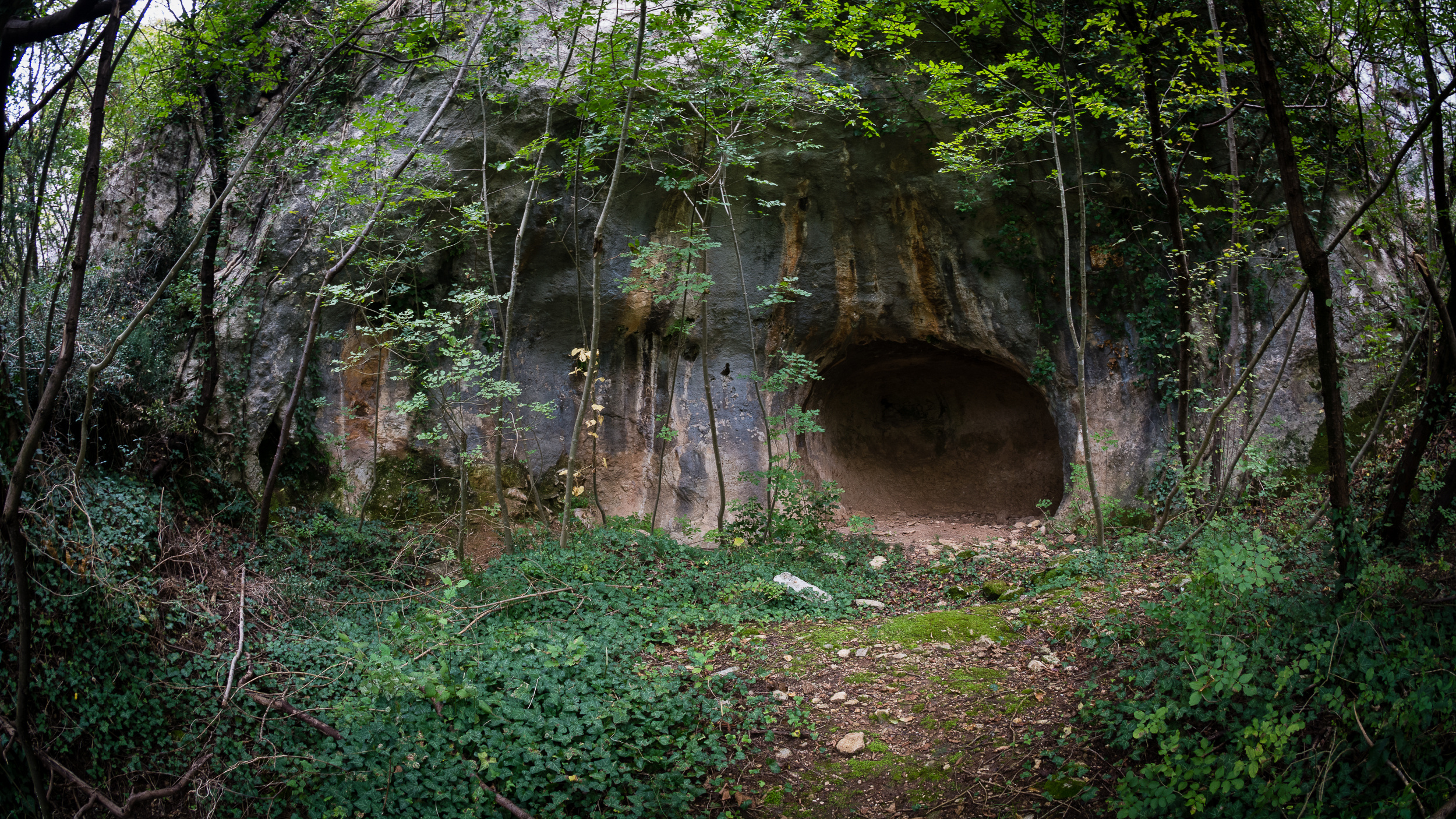
Der Abri Mezzena

Der Unterkiefer von Mezzena, auch Unterkiefer vom Riparo Mezzena genannt, ist ein unbezahntes Unterkiefer-Fragment eines anatomisch modernen Menschen (Homo sapiens) aus dem Neolithikum, das im Jahr 1957 im Riparo Mezzena, einem Abri in den Monti Lessini der nordostitalienischen Region Venetien, entdeckt wurde.
Aus allen drei unterscheidbaren Fundhorizonten dieser Halbhöhle wurde Steingerät geborgen, das dem Moustérien entstammte, einer Kultur, die mit dem Neandertaler assoziiert wird. 1968 wurde das Unterkieferfragment (Archivnummer GVR 203334) daher ebenfalls den Neandertalern zugeordnet.
Eine im Jahr 2016 veröffentlichte, direkte Datierung des Unterkiefers und anderer Knochenfunde mit Hilfe der Radiocarbonmethode ergab jedoch ein Alter von allenfalls 6400 Jahren (cal BP) und folglich eine Herkunft des Fossils aus der Jungsteinzeit.
2012 war eine Radiocarbondatierung des untersten Fundhorizonts publiziert worden, die das bis dahin vermutete hohe Alter und die Zuordnung der Fossilien ins Moustérien zu bestätigen schien: Dem Knochen eines Rindes wurde ein Alter von 34.540 ± 655 Jahren (uncal BP) zugeschrieben, was einem kalibrierten Alter von 39.870 bis 38.420 Jahren entspricht und zu der Frage Anlass gab, ob Neandertaler und anatomisch moderner Mensch in der Region Venetien zur gleichen Zeit gelebt haben könnten. Im Jahr 2013 wurde zudem argumentiert, die auffälligen anatomischen Gemeinsamkeiten des Unterkiefers mit denen eines anatomisch modernen Menschen könnten ein Hinweis darauf sein, dass es sich bei dem Individuum, von dem der Unterkiefer stammte, um einen Mischling von Neandertaler und Homo sapiens gehandelt habe. Auch diese Vermutung wurde 2016 widerlegt, da zugleich mit der direkten Datierung des Unterkiefers auch eine Analyse seiner mitochondrialen DNA (mtDNA) publiziert wurde, die einzig Belege für eine Herkunft von Homo sapiens ergab („authentic ancient mtDNA of the modern human type“).